# 珠穆朗瑪峰錦標
珠穆朗瑪峰錦標（英語：The Everest），是在澳洲悉尼蘭域馬場舉辦供3歲或以上馬匹競逐的國際一級賽（G1），途程為草地1200米，首屆賽事於2017年舉行，於每年十月中旬的星期六舉行，是悉尼春季賽馬嘉年華的其中一項重頭戲。
2025年賽事總獎金高達二千萬澳元，是目前全球獎金最高的草地賽事及澳洲獎金最豐厚的賽事。

## 概述
賽事總獎金達二千萬澳元，是目前澳洲獎金最豐厚的賽事及全球獎金第二高的賽事，賽事總獎金雖僅次於沙地盃（泥地1800米，總獎金為二千萬美元），但仍然是全球獎金最豐厚的草地賽事。
2024年獲升格為國際一級賽（G1），分別超越香港短途錦標及杜拜世界盃成為全球獎金最高的草地短途一級賽及全球獎金第二高的一級賽。

### 出賽條件
賽事的十二匹參賽馬匹由十二名已購入參賽名額提名權的擁有者提名。2023年度之參賽名額費用為七十萬澳元，相關擁有者需同時購入三年的參賽席位，而相關名額亦可以出售轉讓。
2025年，澳洲賽馬會（英語：Australian Turf Club）與香港賽馬會達成初步為期兩年並附有延長選項的協議，使香港賽馬會獲得珠穆朗瑪峰錦標的參賽名額。該協議使香港賽馬會可讓香港賽駒參與此賽，或邀請澳洲或紐西蘭代表於跑畢此賽後前往香港角逐香港國際賽事（尤其是途程相同的香港短途錦標）。
參賽資格：3歲或以上純種馬（最大出賽馬匹數量：12匹）
負磅：分齡讓磅
- 南半球產馬：3歲53公斤，4歲或以上58.5公斤，雌馬受讓2公斤
- 北半球產馬：3歲51公斤，4歲58公斤、5歲或以上58.5公斤，雌馬受讓2公斤

## 歷史
- 2017年 - 創立供3歲或以上馬匹角逐的全球最高獎金的草地賽事，總獎金達一千萬澳元，於蘭域馬場草地1200米舉行。
- 2018年 - 總獎金增至一千三百萬澳元。
- 2019年 - 總獎金增至一千四百萬澳元。
- 2020年 - 總獎金增至一千五百萬澳元。
- 2023年 - 總獎金增至二千萬澳元。
- 2024年 - 升格為國際一級賽（G1）[3]。

## 歷屆冠軍
| 屆別  | 日期           | 冠軍馬匹    | 性別 /年齢 | 代表國家 | 時間    | 騎師   | 練馬師         | 馬主                            | 席位持有者           |
| ----- | -------------- | ----------- | ---------- | -------- | ------- | ------ | -------------- | ------------------------------- | -------------------- |
| 第1屆 | 2017年10月14日 | 紅達時      | 閹/5       |          | 1:08:36 | 麥維凱 | 施諾敦及施保賢 | Triple Crown Syndicate          | James Harron         |
| 第2屆 | 2018年10月13日 | 紅達時      | 閹/6       |          | 1:12.03 | 麥維凱 | 施諾敦及施保賢 | Triple Crown Syndicate          | 玉龍集團             |
| 第3屆 | 2019年10月19日 | Yes Yes Yes | 雄/3       |          | 1:07.32 | 薄奇能 | 華禮納         | Yes Yes Yes, B Sokolski et al.  | Chris Waller Racing  |
| 第4屆 | 2020年10月17日 | 川河達駒    | 閹/5       |          | 1:08.27 | 麥維凱 | 布烈治         | 何家駒                          | 何家駒               |
| 第5屆 | 2021年10月16日 | 綠化帶      | 閹/7       |          | 1:09.11 | 麥道朗 | 華禮納         | RAE Lyons et al.                | Chris Waller Racing  |
| 第6屆 | 2022年10月15日 | 勁力猛擊    | 閹/3       |          | 1:09.86 | 韋紀力 | 德瑾禮         | Jonathan Munz                   | James Harron         |
| 第7屆 | 2023年10月14日 | 想一下      | 閹/5       |          | 1:07.64 | 祈普敦 | 彭達           | Proven Thoroughbreds et al.     | Newgate & GPI Racing |
| 第8屆 | 2024年10月19日 | 美孫女      | 雌/7       |          | 1.08.76 | 韋紀力 | 馬漢雅         | M Christian, Ms S Miller et al. | TAB                  |